# Arik Air
Arik Air là hãng hàng không quốc gia Nigeria phục vụ các chuyến bay quốc nội, các chuyến bay khu vực và quốc tế. Cùng với đó, hãng cũng là hãng hàng không quốc gia thay mặt cho Sierra Leone. Hầu hết các chuyến bay được phục vụ từ cả hai sân bay của Nigeria là Sân bay quốc tế Murtala Muhammed ở Lagos và Sân bay quốc tế Nnamdi Azikiwe ở Abuja. Tổng hành dinh của hãng là Arik Aviation Center và được đặt tại chình Sân bay quốc tế Murtala Muhammed ở Ikeja, Lagos, Nigeria.

## Lịch sử
Ngày 3 tháng 4 năm 2006, sau khi tiếp quản lại hãng hàng không quốc gia cũ của Nigeria là Nigirea Airways và cơ sở của hãng, sau một khoảng thời gian là 3 năm, công việc tái thiết được bắt đầu.
Ngày 14 tháng 6 năm 2006, Arik Ải tiếp nhân chính thức hai chiếc máy bay Bombardier CRJ-900 mới để phục vụ các tuyến bay nội địa Nigeria và các chuyến bay xuyên các khu vực Châu Phi. Cũng cùng thới gian đó là mùa hè, hãng cũng đã chính thức nhân 2 chiếc máy bay từ hãng United Airline là Boeing B737 với phiên bản -300 và 3 chiếc máy bay Bombardier CRJ-200 với sức chở là 50 người.
Ngày 30 tháng 10 năm 2006, Arik Air bắt đầu chuyến bay chở khách theo lịch trình với bốn chuyến bay giữa Lagos và Abuja sử dụng máy bay CRJ-900.
Các chuyến bay được phục tới Calabar vào ngày 15 tháng 11 năm 2006 và các chuyến bay phục vụ tới Benin và Enugu được bắt đầu vào ngày 7 tháng 1 năm 2007. Hãng được sở hữu hoàn toàn bởi Ojemal Inversments.
Chính phủ Nigeria đã đặt ra hạng chót vào ngày 30 tháng 4 năm 2007 cho tất cả hãng điều hành hàng không của Nigeria tận dụng lại cơ sở trong nỗ lực để đảm bảo dịch vụ tốt hơn và nâng cao an toàn. Các hãng hàng không đã hài lòng với Cục hàng không dân dụng Nigeria (NCAA) về tiêu chí vốn lại và đã được đăng ký hoạt động.
Ngày 4 tháng 4 năm 2008, Arik Air đã được cho phép bay đến Hoa Kỳ của Bộ Giao thông Vận tải Hoa Kỳ
Arik Air vận chuyển hành khách thứ 5 triệu vào ngày 6 tháng 8 năm 2010 trên một chuyến bay giữa Johannesburg và Lagos.

## Điểm đến
Arik Air đã xây dựng được một mạng lưới mạnh mẽ trong nước. Nó bao gồm chủ yếu là Nigeria cộng với một số điểm đến khác Tây Phi.
Trong tháng 8 năm 2006, Bộ ngành hàng không Arik Air được cấp phép bay đến Trinidad và Tobago, Amsterdam, London, Madrid ở châu Âu. Hơn nữa, hãng hàng không sau đó lên kế hoạch để bay tới Atlanta, Miami và Houston ở Hoa Kỳ và Birmingham ở Vương quốc Anh.
Arik Air bắt đầu hoạt động quốc tế London-Heathrow ngày 15 tháng 12 năm 2008 máy bay, bằng cách sử dụng máy bay Airbus A340-500. Ngoài ra, hãng cũng đã sử dụng máy bay này trong các chuyến bay đi Johannesburg vào ngày 1 tháng 7 năm 2008 và chuyến đi New York vào ngày 30 tháng 11 năm 2009.
Arik Air cũng đang chờ sự chấp thuận của Cơ quan Hàng Không Dân Dụng Ethiopia để bay tới Addis Ababa, Ethiopia. Mặc dù, hãng đã thấy sự kháng cự từ các quan chức Ethiopia cho người vận chuyển sang Ethiopia tuy rằng Ethiopian Airlines phục vụ hai thành phố của Nigeria là Lagos và Abuja
Hàng không con của hãng là Arik Niger, phục vụ dưới mã Q9, bắt đầu hoạt động vào tháng 4 năm 2009, nhưng đã bị đóng cửa trong tháng 2 năm 2010.
Các điểm đến: Các điểm đến của Arik Air